# Gliese 4
Gliese 4 (BD+45°4408, HD 38, HIP 473) ist ein Doppelstern im Sternbild Andromeda. Gliese 4 AB ist 36,9 Lichtjahre von der Sonne entfernt und gehört damit zu den sonnennahen Systemen. Es ist mit einer scheinbaren Helligkeit von 8,67 mag zu lichtschwach, um ohne ein Teleskop beobachtet werden zu können.

## Astrometrie

### Galaktische Umlaufbahn
Gliese 4 A und B umrunden das Zentrum der Milchstraße in einer Entfernung, die zwischen 6.077 bis 8.014 pc variiert, mit einer Exzentrizität von 0,138 (Große Bahnhalbachse  7.046 pc (22.981 LJ)). Die aktuelle Entfernung zum galaktischen Zentrum beträgt 7.405 pc (24.152 LJ), die Umlaufgeschwindigkeit relativ zur Sonne 48,2 km/s.

### Entfernung
Die präziseste Messung der Parallaxe von 88,44 ± 1,56 mas stammt aus dem Jahr 2007. Diese ergibt eine Distanz des Systems zur Erde von 36,879 Lichtjahren (2’332’300 AE).
Die von der Erde aus beobachtbare Eigenbewegung am Himmel beträgt jährlich 0,87″ (Bogensekunden).
Bestimmung der Entfernung für Gliese 4
| Jahr | Quelle                  | Parallaxe (mas) | Entfernung (pc)   | Entfernung (Lj)   | Entfernung (Pm)     |
| ---- | ----------------------- | --------------- | ----------------- | ----------------- | ------------------- |
| 1970 | Woolley et al.          | 94,00 ± 4,00    | 10,638 +0,47−0,43 | 34,697 +1,54−1,42 | 328,26 +14,59−13,40 |
| 1991 | Gliese & Jahreiß        | 87,00 ± 3,80    | 11,494 +0,52−0,48 | 37,489 +1,71−1,57 | 354,68 +16,20−14,84 |
| 1995 | Yale Parallax Catalogue | 88,60 ± 2,30    | 11,287 +0,30−0,29 | 36,812 +0,98−0,93 | 348,27 +9,28−8,81   |
| 1997 | Hipparcos-Katalog       | 85,10 ± 2,74    | 11,751 +0,39−0,37 | 38,326 +1,28−1,20 | 362,59 +12,06−11,31 |
| 2007 | van Leeuwen             | 88,44 ± 1,56    | 11,307 +0,20−0,20 | 36,879 +0,66−0,64 | 348,90 +6,26−6,05   |

## System Gliese 4 AB
Der visuelle Abstand der beiden wahrscheinlich annähernd gleich großen Komponenten, die sich in einem elliptischen Orbit um das gemeinsame Massezentrum bewegen, beträgt 6 Millibogensekunden (mas) im Jahr 2013. Dies entspricht bei dieser heliozentrischen Distanz einem realen Abstand beider Sterne von ca. 68 AE. Im Jahr 1876 wurde ein Winkelabstand von 4,5 mas gemessen (entspricht 50,1 AE). Als System gehört Gliese 4 der Spektralklasse K2.0V an. Die Gesamtmasse des Systems beträgt 1,496 Sonnenmassen.

### Gliese 4 A
Gliese 4 A, ein orangefarbener Zwergstern, besitzt eine scheinbare Helligkeit von +8,83 mag und gehört der Spektralklasse K6.0Ve an. (K7.0V nach dem Luyten-Katalog). Sein Durchmesser dürfte um die 0,65 Sonnenradien betragen; dies entspricht 905’000 km. Die Masse des Sterns beträgt 0,75 M☉.
Er trägt in verschiedenen Sternkatalogen die Bezeichnungen HD 38 A und BD+45°4408 A.

### Gliese 4 B
Der +9,00 mag helle Begleitstern Gliese 4 B gehört zur Spektralklasse M0.5V und wird als ein später Roter Hauptreihenstern eingestuft. Die Spektralklasse wird auch mit M0.0V angegeben (K8.0V nach dem Luyten-Katalog). Er gehört damit zu den (relativ) großen Vertretern dieses Typs, die sich an der Schwelle zur K-Spektralklasse befinden. Sein Radius wird wie bei Gliese 4 A mit 0,65 R☉ angegeben. Seine Masse ist mit 0,74 Sonnenmassen gegenüber dem A-Stern etwas geringer.
Er trägt auch die Bezeichnungen HD 38 B und BD+45°4408 B.

## Zugehörigkeit zum ADS-48-System
Das als ADS 48 bezeichnete System aus (offiziell) sieben Sternen besteht im engeren Sinn nur aus dem Doppelsternsystem Gliese 4 A und B. Unklarheit herrschte lange bei dem Roten Zwergstern Gliese 2 (ADS 48 F), doch jüngere Messungen weisen darauf hin, dass dieser zwar über eine vergleichbare Eigenbewegung und Distanz zum Sonnensystem wie das Gliese 4-System verfügt, jedoch gravitativ nicht an dieses gebunden ist. Die galaktische Bahn von Gliese 4 AB ist leicht schneller und weniger elliptisch gegenüber der Bahn des westlich gelegenen Sterns Gliese 2, welcher der Sonne knapp 0,2 Lichtjahre (rund 11’500 AE) näher ist. Der bei den Messungen ermittelte Winkelabstand von 328 Bogensekunden entspricht bei dieser heliozentrischen Distanz einer Entfernung von 3706 Astronomischen Einheiten zum Doppelsystem.
Bei den anderen vier Komponenten des ADS-48-Systems handelt es sich um Hintergrundsterne, die in keinerlei Verbindung zu den oben drei genannten Sternen stehen. Die Entfernungen dieser Sterne sind bislang unbekannt, daher beruhen die Werte für die gemessene visuellen Helligkeiten auf einer angenommenen gleich großen heliozentrischen Distanz zum Gliese 4-System. Bei ADS 48 "C" handelt es sich selbst um ein Doppelsystem zweier sich nahe stehender Sterne, die sich in ähnlicher Distanz wie die beiden Gliese-4-Sterne umkreisen. Die Komponenten "D", "E" und "P", wovon "P" optisch am nächsten zum Gliese 4-System steht, sind Einzelsterne. Das ADS-48-System wird auch als STT 547 bezeichnet (allerdings unter Ausschluss von "P").
Im Washington Doppelstern-Katalog sind zusätzlich noch die Komponenten "G", "Q", "X" und "Y" aufgeführt, in weiteren Quellen kommt noch eine "R"-Komponente hinzu. Somit müsste das System aus insgesamt 13 Einzelsternen bestehen.
| Name                     | Andere Bezeichnung                        | Spektral- klasse | Koordinaten                     | Winkel- abstand as | Radial- geschw. km/s | Eigen- bew. RA mas/s | Eigen- bew. DA mas/s | Scheinb. Helligk. mag |
| ------------------------ | ----------------------------------------- | ---------------- | ------------------------------- | ------------------ | -------------------- | -------------------- | -------------------- | --------------------- |
| ADS 48 A Gliese 4 A      | WDS J00057+4549 A 2MASS J00054091+4548435 | K6.0V            | 00h 05m 41,013s +45° 48′ 43,49″ | 0,00               | 3,50                 | 878,72               | -153,90              | 8,83                  |
| ADS 48 B Gliese 4 B      | WDS J00057+4549 B 2MASS J00054090+4548374 | M0.5V            | 00h 05m 40,342s +45° 48′ 38,73″ | 6,00 (2013)        | 1,90                 | 878,72               | -153,90              | 9,00                  |
| ADS 48 Ca STT 547 C      | WDS J00057+4549 Ca GSC 03246-01561        | ?                | 00h 05m 40,342s +45° 48′ 38,73″ | 113,40 (2012)      |                      | 0,00                 | 0,00                 | 13,71                 |
| ADS 48 Cb STT 547 C      | WDS J00057+4549 Cb GSC 03246-01561        | ?                | 00h 05m 40,342s +45° 48′ 38,73″ | 113,40 (2012)      |                      | 0,00                 | 0,00                 | 14,90                 |
| ADS 48 D GSC+03246-01146 | WDS J00057+4549 D 2MASS J00053425+4547303 | ?                | 00h 05m 34,248s +45° 47′ 30,27″ | 108,40 (2012)      |                      | 2,90                 | -0,20                | 12,53                 |
| ADS 48 E GSC+03246-01100 | WDS J00057+4549 E 2MASS J00054081+4549374 | ?                | 00h 05m 40,819s +45° 49′ 37,42″ | 57,50 (2013)       |                      | 8,00                 | -8,90                | 11,68                 |
| ADS 48 F Gliese 2        | WDS J00057+4549 F 2MASS J00051079+4547116 | M2.0Ve           | 00h 05m 10,889s +45° 47′ 11,65″ | 327,90 (2007)      | -0,39                | 870,19               | -150,45              | 9,97                  |
| ADS 48 P POP 217 P       | WDS J00057+4549 P GSC+03246-00320         | ?                | 00h 05m 41,432s +45° 48′ 52,44″ | 13,10 (2013)       |                      | 0,10                 | 3,90                 | 13,00                 |